# St. Felizitas (Anried)

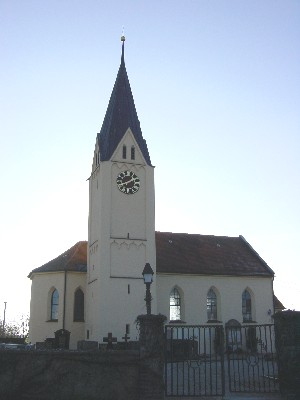
St. Felizitas in Anried

Die römisch-katholische Pfarrkirche St. Felizitas steht in Anried, einem Teil von Dinkelscherben im schwäbischen Landkreis Augsburg in Bayern. Das Bauwerk ist in der Liste der Baudenkmäler in Dinkelscherben als Baudenkmal unter der Nr. D-7-72-131-13 eingetragen. Die Kirchengemeinde gehört zum Dekanat Augsburg-Land des Bistums Augsburg.

## Beschreibung

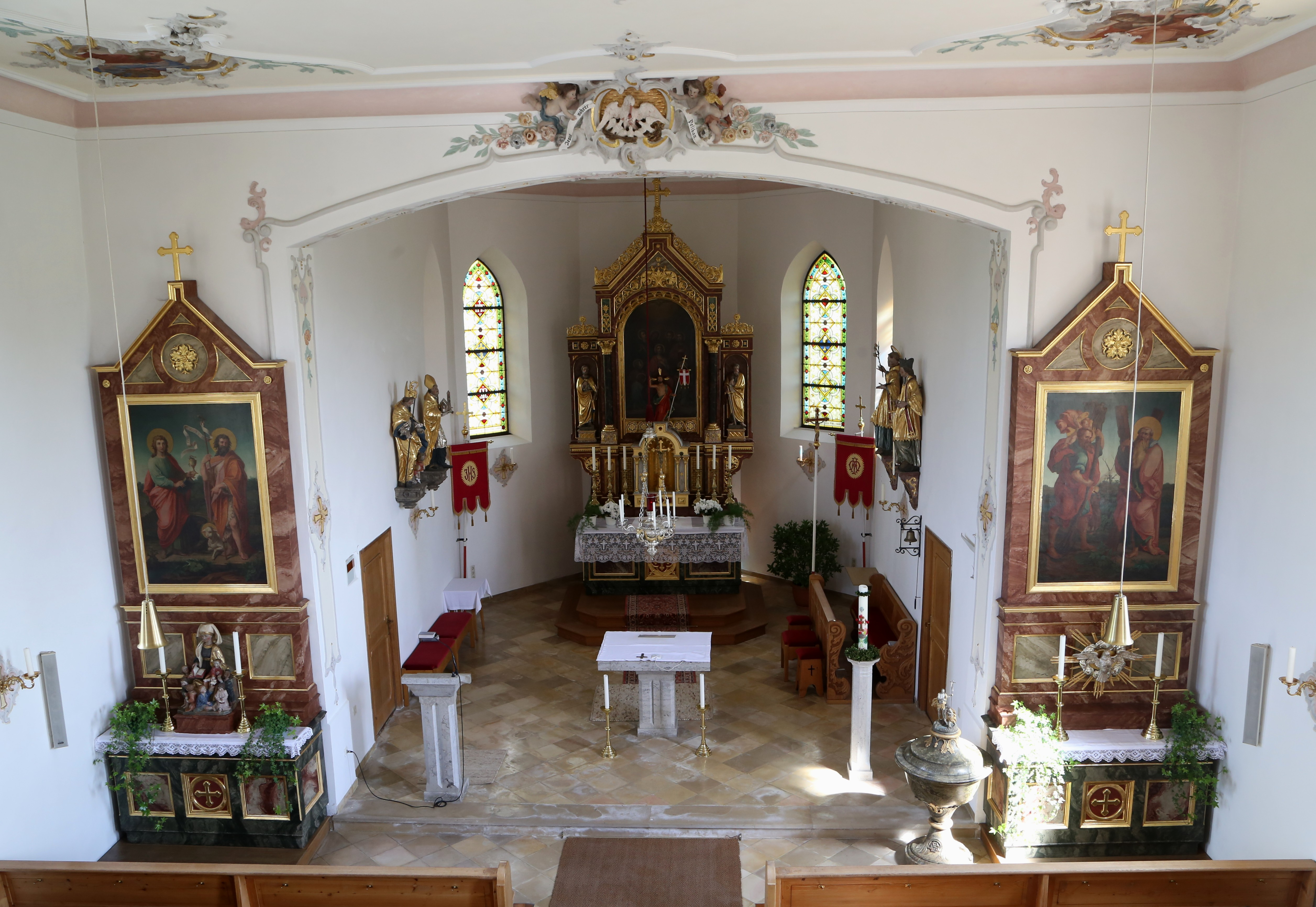
Chor

Von der 1829 abgebrochenen mittelalterlichen Kirche ist nur noch der spätgotische Kirchturm, der 1712 mit einem spitzen Helm bedeckt wurde, erhalten. Der Bau von 1843 besteht aus einem Langhaus, einem eingezogenen, dreiseitig geschlossenen Chor im Osten, einem Chorflankenturm an der Nordwand und der Sakristei an der Südwand des Chors. Zuletzt wurde die Pfarrkirche 1990 innen und außen renoviert. In diesem Zuge bekamt der Turm ein neues Spitzdach.
Das Altarretabel des neuromanischen Hochaltars von 1880 mit der Darstellung der Felicitas und ihre Söhne stammt von Joseph Scherer. Eine Besonderheit aus kunsthistorischer Sicht stellt die Figurengruppe der heiligen Felizitas und ihrer sieben Söhne dar. Sie stammt aus dem Jahre 1505 und wird Gregor Erhart, einem Bildschnitzer der Ulmer Schule, zugeschrieben. 1875 wurde eine Kopie angefertigt und das Original aus Gründen der Erhaltung an das Augsburger Maximilianmuseum übergeben. Seit 1997 befindet sich die Figurengruppe im Diözesanmuseum St. Afra.